# Romany (folwark)
Romany – dawny folwark, obecnie niewyodrębniona część wsi Romany w Polsce położony w województwie podlaskim, w powiecie kolneńskim, w gminie Stawiski.

## Historia
W latach 1921–1939 folwark leżał w województwie białostockim, w powiecie kolneńskim (od 1932 w powiecie łomżyńskim), w gminie Przytuły.
Według Powszechnego Spisu Ludności z 1921 roku folwark zamieszkiwało 98 osób w 5 budynkach mieszkalnych. Miejscowość należała do miejscowej parafii rzymskokatolickiej. Podlegała pod Sąd Grodzki w Stawiskach i Okręgowy w Łomży; właściwy urząd pocztowy mieścił się w m. Stawiski.